# Lettische Badmintonmeisterschaft 2004
Die Lettische Badmintonmeisterschaft 2004 fand in Sigulda statt. Es war die 41. Auflage der nationalen Titelkämpfe von Lettland im Badminton.

## Titelträger
| Disziplin    | Sieger                              |
| ------------ | ----------------------------------- |
| Herreneinzel | Kārlis Vidass                       |
| Dameneinzel  | Margarita Miķelsone                 |
| Herrendoppel | Kārlis Vidass Guntis Lavrinovičs    |
| Damendoppel  | Kristīne Šefere Margarita Miķelsone |
| Mixed        | Kārlis Vidass Kristīne Ķīsele       |